# Russell Williams, II
Pour les articles homonymes, voir Russell Williams et Williams.
Russell Williams, II est un ingénieur du son américain né le 14 octobre 1952  à Washington (District de Columbia).

## Biographie
Né de parents modestes, une mère commerçante et un père employé à la gare de Washington Union Station, mais orphelin très jeune, Russell Williams est élevé par son oncle et sa tante. En 1970, il entre à l'American University dont il sort diplômé en production cinématographique, histoire de l'art et littérature quatre ans plus tard. Tout en poursuivant ses études, il commence à travailler comme ingénieur du son sur des radios locales,,.
En 1978, il crée sa propre société, Sound Is Ready. En juillet 1979, il déménage à Los Angeles, où il suit les cours de mixage de son à l'University of Sound Arts. Il commence alors à travailler pour le cinéma,.
Après avoir enseigné à l'UCLA, à l'USC, à l'université d'État de Californie à Northridge et à l'université Howard, il devient en 2002 artiste en résidence et enseignant à l'American University,,,.

## Filmographie (sélection)
- 1986 : L'invasion vient de Mars (Invaders from Mars) de Tobe Hooper
- 1989 : Glory d'Edward Zwick
- 1989 : Jusqu'au bout du rêve (Field of Dreams) de Phil Alden Robinson
- 1990 : Danse avec les loups (Dances with Wolves) de Kevin Costner
- 1992 : Boomerang de Reginald Hudlin
- 1998 : Négociateur (The Negotiator) de F. Gary Gray
- 2000 : L'Enfer du devoir (Rules of Engagement) de William Friedkin
- 2001 : Training Day d'Antoine Fuqua
- 2002 : La Somme de toutes les peurs (The Sum of All Fears) de Phil Alden Robinson

## Distinctions

### Récompenses
- Oscar du meilleur mixage de son
  - en 1990 pour Glory
  - en 1991 pour Danse avec les loups

Il est le premier noir américain à obtenir deux oscars dans la même catégorie

### Nominations
- BAFTA 1992 : British Academy Film Award du meilleur son pour Danse avec les loups